# 林投姐
《林投姐》是台灣南部流傳甚廣的民間故事，林投姐跟臺北的傳奇故事《周成過臺灣》情節相當相似。
《林投姐》故事的起源有兩種說法，台灣史地學家林衡道在其著作中曾主張林投姐的故事是來自中國的「望夫傳說」系列，而另一種說法則認為林投姐的故事是發生在台灣拓墾時，道光、咸豐年間臺南鹽水到嘉義布袋一帶的民間故事。而林投姐的身份和故事結局在不同的版本也有所差別。但故事主軸均是架構在女主角被騙財騙色後上吊於林投樹，死後冤魂不散而得其名。
日後《林投姐》與《陳守娘顯靈》、《呂祖廟燒金》、《周成過臺灣》收錄於1972年連曉青主編的《臺灣四大奇案》。

## 故事大綱
《林投姐》有兩個主要的版本，一個據信是由中國望夫系列故事流傳而來，而另一個較廣為流傳的則是負心漢的故事。

### 望夫故事
臺灣臺南附近有一女子，因其丈夫出海死於黑水溝，在其丈夫死後，那名女子便靠著遺產扶養三個小孩，而後來其亡夫的朋友以照顧朋友妻子的名義時常來照顧他們母子四人，漸漸的讓女子與其亡夫的朋友有了好感，之後便結成連理，只是令人意想不到的是其亡夫的朋友竟然是為了遺產才假裝照顧他們母子的，結婚不久那名女子就將遺產都交給其亡夫的朋友，也就是現任丈夫打理，可沒想到的是其亡夫的朋友居然拿著遺產去往香港經商，走了就再也沒有回來，在他的老家又娶了老婆。
自從其亡夫朋友出海後那名女子便每天站在海邊等待他的新丈夫。經年累月之後，由於等不到丈夫歸來，家裡又已經沒有錢了，三個兒子相繼死亡，女子最後吊死在林投樹上。
而因為女子冤魂不散，當地居民常在海邊的林投樹下，看到披髮的女鬼出沒。

### 負心漢故事
清末時在臺灣臺南赤崁樓西南方，住著寡婦李昭娘和她的三名幼子。李昭娘的丈夫陳明通在渡海赴中國大陸做生意時，由於海上風浪太大，船隻翻覆於黑水溝（台灣海峽）墜海而死。丈夫死後，李昭娘靠著亡夫遺產獨自撫養三名幼子。此時，丈夫生前好友廣東汕頭人周亞思（或作「周阿思」或「周阿司」）常來家裡噓寒問暖，李昭娘對周亞思也因此日久生情。但由於當時的社會道德禮俗較為保守，過往甚密的走動於是引起鄰居及熟人的非議，但由於周亞思對李昭娘立誓「若對你始亂終棄，願受天打雷劈」，李昭娘便嫁給了周亞思並將亡夫的財產交給他打理。
但周亞思接近李昭娘卻只為了她的金錢，周亞思用李昭娘大部分的財產，由臺灣買了一批樟腦及蔗糖運到香港轉售，獲得暴利之後，即回到原籍並另娶新妻，遺棄仍在臺灣等待的李昭娘。臺灣的李昭娘毫不知情，依舊夜夜等待周亞思的歸來，但周亞思卻音訊全無，李昭娘也將身上僅有的金錢用盡，生活陷入絕境，在兩個孩子相繼凍餓而死後，李昭娘最後在一個雨夜扼死幼子並自縊於林投樹。
此後，林投樹林附近常有女鬼出沒，以銀錢買肉粽，小販一取，銀錢即化為紙錢。鄉人為了地方上的安寧，於是募資建廟，供奉香火，尊稱其為「林投姐」。但立廟並不能消除昭娘心中的怨恨。某日大雨時，有個汕頭來的算命先生入廟躲雨，昭娘的冤魂因此現身相求。算命先生答應為她刻一個牌位，放在雨傘下，讓她的冤魂能隨自己渡過黑水溝，到汕頭尋找周亞思。在抵達汕頭之後，李昭娘的冤魂在周亞思次子彌月之日出現，家中設宴的周亞思大驚，隨即被李昭娘的冤魂附身，在廳堂上胡言亂語，最後神智不清，抓起菜刀殺死自己的妻子和兩名幼子，然後自刎。
故事不同的版本在情節上略有出入，諸如帶李昭娘至中国大陆的並非算命先生，而是官府當差的衙役，在歌仔戲曲中的角色則是另一個被周亞思所欺騙的人。而騙財騙色的角色也有所不同，一說是李昭娘亡夫好友，也有說是地方上的地痞。立廟過程也有所不同，有說是鄉人所立，也有說是林投姐陰魂所庇蔭的賭徒還願所蓋。結局也有渡海與否的差異，但相同的是女主角均在林投樹下自縊，並化作厲鬼。

## 民俗文化

### 歌仔戲
林投姐是歌仔戲在野台戲表演時常常上演的夜戲劇目，通常只要一個晚上就可以演完，由於劇情悲戚，演出時多著重於苦旦戲。林投姐成為棄婦時的長篇哭唱、女鬼洗臺、唱悲歌、各種舞台效果以凸顯鬼魅出現驚嚇路人，以及渡海後顯靈等，是本劇在戲台上表演時的特色。而在戲曲表演的內涵上，林投姐的故事則是屬於最後壞人必得嚴懲報應以勸人為善的道德寓意。

### 電影
1956年時，隨著臺語電影市場的崛起，林投姐首次被拍成電影。1979年時，林投姐再次被拍成電影，演員包括柯俊雄、高振鵬、吳帆、楊麗花、鄭勝芬等人。1988年時，台灣導演丁善璽再次重新拍攝林投姐的中文電影，演員有姜大衛、施思、顏鳳嬌、孫亞東、孫曉威及劉引商等人。

### 電視劇
1993年，台視拍攝《林投姐》的台語連續劇，由郭美珠、蕭大陸、林義芳、李承泰擔綱演出。

### 唱片
- 2002年，閃靈樂團推出《永劫輪迴》歌曲描寫此故事，並獲得2003年金曲獎。
- 2022年，同根生樂團於《邊緣轉生術》專輯中收錄的《林投姐姐》以本故事為藍本進行創作，歌詞裡明確提到「李昭娘」人名。

### 漫畫
冥战录